# Musculus extensor pollicis brevis
Der Musculus extensor pollicis brevis (lat. für „kurzer Daumenstrecker“) ist ein Skelettmuskel und einer der tiefen Strecker am Unterarm. Im Ursprungsgebiet ist er mit dem Musculus abductor pollicis longus verwachsen. Die Ansatzsehnen beider Muskeln ziehen gemeinsam durch das erste Sehnenscheidenfach des Retinaculum extensorum. Seine Ansatzsehne bildet die speichenseitige Begrenzung der Foveola radialis („Tabatiere“).
Der Musculus extensor pollicis brevis streckt den Daumen bis zum Grundglied (Grundphalanx) und ist an seiner Abspreizung (Radialabduktion) beteiligt. Weiterhin hat er einen Anteil an der Supination im Ellenbogengelenk.